# Silo de Jerez de la Frontera
El silo de Jerez de la Frontera es un antiguo silo de grano situado en el municipio español de Jerez de la Frontera, en la Provincia de Cádiz. Se encuentra ubicado junto a la estación de ferrocarril.

## Historia
Su construcción respondió a una premeditada organización para el almacenamiento de cereal, dentro de la política implementada por el régimen franquista a través del Servicio Nacional del Trigo. Las instalaciones entraron en servicio en 1955 y contaban con una capacidad de almacenamiento de unas 6.500 toneladas. Con posterioridad, la unidad pasaría a manos del Servicio Nacional de Cereales en 1969 y, dos años después, del Servicio Nacional de Productos Agrarios (SENPA).
En la actualidad, sirve como almacén de la Delegación de Agricultura de la Junta de Andalucía.